# Elisabeth von Maltitz

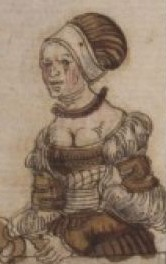
Elisabeth von Maltitz in einer Darstellung aus der Spalatin Chronik (um 1520)

Elisabeth von Maltitz (* 1238 oder 1239; † 25. Januar 1333) war eine deutsche Adlige aus dem Geschlecht von Maltitz.

## Leben
Elisabeth gilt als Tochter Ulrichs von Maltitz, einem meißnischen Ministerialen, der auf Lichtenstein/Sa. saß.
Im Jahre 1270 wurde sie die dritte Frau von Heinrich dem Erlauchten (1218–1288), Markgraf von Meißen und der sächsischen Ostmark (1221–1288), Landgraf von Thüringen und Pfalzgraf von Sachsen (1247–1263).
Aus dieser Ehe gingen zwei Kinder hervor:
- Friedrich Clem (* 1273; † 25. April 1316)
- Hermann der Lange

Der römisch-deutsche König Rudolf I. von Habsburg erfüllte dem Markgrafen am 4. Januar 1279 einen lange gehegten Wunsch und erhob durch „einmaligen Gnadenerweis“ Elisabeth von Maltitz und ihren Sohn Friedrich in den Reichsfürstenstand:
„Elisabeth, die rechtmäßige Gefährtin deines Lagers und Friedrich, deinen rechtmäßigen Sohn, beide und alle (etwa nachfolgenden) Kinder sprechen wir frei von jeglichen knechtlichen oder dienstmannschaftlichen Stand aufgrund unserer königlichen Vollmacht und zeichnen sie aus mit der Ehre und dem recht des freien Standes und der freien Geburt auf alle Zeiten.“
Nach dem Tode von Heinrich dem Erlauchten 1288 nannte sie sich Elisabeth Markgräfin von Meißen. Am 12. Juni 1288 schenkte sie dem Zisterzienserkloster Altzella bei Nossen, Lubanycz und Goppil ihr Leibgedinge als Seelgerät.
Ihr Grab befindet sich in Altzella, der Grablege der Wettiner.